# Château de la Chaussière
Le château de la Chaussière est un édifice situé à Vieure, en France.

## Localisation
Le château est situé sur le territoire de la commune de Vieure, dans le département de l'Allier (dans la région Auvergne-Rhône-Alpes, anciennement Auvergne). Il se trouve au nord-est du bourg, sur une éminence qui domine la route d'Ygrande (D 94).

## Description
Le château de La Chaussière a été construit entre 1876 et 1878 dans un style néogothique et néo-Renaissance. Sa construction en fait un témoignage de l'architecture romantique en Bourbonnais. Situé sur un point haut avec une vue sur le bocage, le parti décoratif adopté pour ces façades est le même que celui des châteaux dits Louis XIII : un jeu de couleurs entre la brique, la pierre et l'ardoise.  Sous de hauts toits d’ardoises couronnés d’une frise faîtière ouvragée, le château se présente avec un corps de bâtiment unique allongé, avec la partie sud-ouest légèrement élargie, et l'abside pentagonale de la chapelle, à l'opposé, sur la partie gauche de la façade latérale. 
Sur la façade principale côté vue (au sud-est), une échauguette forme l'angle avec la façade latérale, s'élève à la hauteur des premier et second étages. Celle-ci, coiffée d'un toit en poivrière, se termine en encorbellement vers le bas. 
La partie droite de cette façade est occupée en son rez-de-chaussée par la chapelle, dont on remarque trois fenêtres terminées par un arc ogival surmonté d'une archivolte retombant sur des chapiteaux à feuillages. L'abside de la chapelle s'orne d'une balustrade séparée par des arcs gothiques.
La façade côté arrivée (au nord-ouest) présente une imposante porte d’entrée surmontée d'un tympan limité par un arc gothique arrondi, orné d'un pinacle et de crochets représentant des feuillages stylisés et retombant sur des chapiteaux formés de motifs végétaux. On y lit l’inscription latine Salve hospes, « Salut, hôte. »
A l'intérieur, une galerie possède un plafond à la française renforcé de tringles de fer ; elle est ornée d’une cheminée imitant les cheminées médiévales avec un manteau très élevé. L'escalier à vis qui permet d'accéder au premier étage est compris dans une cage aux arcs en plein cintres et aux piliers massifs visiblement d'inspiration médiévale. Il en est de même pour la rampe, aux balustres séparés par des arcs en tiers-point outrepassé. Cet édifice est un pastiche à la fois du style néogothique et du style Louis XIII.

## Historique
Théodore Riant (1832-1901) est l’instigateur de la construction du château. Sa famille, qui appartenait à la haute bourgeoisie parisienne, était une famille de maîtres de forges et de propriétaires-bâtisseurs du quartier de l’Europe, à Paris. Son frère, Ferdinand Riant (1827-1897), surnommé « le bon riche », était un membre influent du conseil municipal de Paris sous le Second Empire.
Comme troisième fils de Didier Riant (1790-1864), il avait passé son enfance au château de la Salle, à un kilomètre du site de La Chaussière. La Salle est un château du XVe siècle construit pour défendre un gué stratégique sur la rivière le Bandais par Jehan de la Salle, mais sa situation encaissée ne permettait que des vues limitées. Les Riant l’ont acheté vers les années 1830 et ont reconstruit la tour de la chapelle de La Salle avec l’aide de l’architecte Moreau.
Le cadet, Théodore Riant, après son mariage avec Amélie Marcilly en 1865, voulut se faire construire une « maison moderne » sur un site proche, mais avec une vue dégagée et un confort à la pointe du progrès. L’architecte Alfred Coulomb (élève de Viollet-le-Duc) est chargé des travaux. La construction débute en 1876, après d’importants travaux de nivellement. La première pierre est posée par Monseigneur de Dreux-Brézé, évêque de Moulins. Le bâtiment s’élève rapidement avec l’emploi de techniques nouvelles comme les poutrelles de fer et le béton pour les planchers et les combles du toit.
L'édifice est inscrit au titre des monuments historiques par arrêté du 21 mai 2007,.